# Pic d'Okinawa
Dendrocopos noguchii
Genre
Espèce
Statut de conservation UICN

 CR  : 
En danger critique
Le Pic d'Okinawa, de son nom scientifique Dendrocopos noguchii (en japonais : ノグチゲラ ()) est une espèce d'oiseaux de la famille des picidés endémique de l'île d'Okinawa Hontō dans l'archipel d'Okinawa (Nansei Shotō, Japon). Il a longtemps été considéré comme appartenant au genre monotypique Sapheopipo. Considéré comme en danger critique d'extinction et comme la plus rare espèce de pic vivante, il est classé au Japon comme monument naturel spécial depuis 1977, et sur la liste rouge nationale depuis 1993.

## Caractéristiques
Le pic d'Okinawa est de taille moyenne (31 cm), de couleur brun foncé, plus clair dans la partie inférieure et la gorge, et avec les pointes des plumes rougeâtres. Les primaires portent quelques taches blanches, la tête est brun plus clair, avec une calotte brun noir chez la femelle et rouge chez le mâle, et une moustache sombre. Les jeunes sont plus ternes et plus gris que les adultes.
Le tambourinage est de longueur moyenne (1,5 seconde) et le rythme plus lent que celui d'un pic épeiche. Le cri est une série peu rapide de quelques pwip, pwip, pwip, ou de rapides kyu, kyu, kyu.

## Habitat et répartition

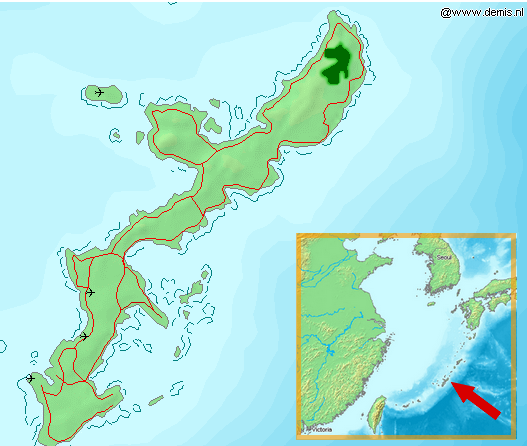
Carte de répartition de l'espèce

### Répartition
L'espèce est endémique du nord de l'île d'Okinawa (Yanbaru), au Japon, sur une aire de répartition d'environ 980 km2. Cette zone de forêt subtropicale montagneuse et menacée est riche de plus 4 000 espèces, dont plus de 170 sur la liste rouge nationale. Parmi celles-ci figurent plusieurs espèces endémiques de la zone : 12 espèces de plantes, et 11 espèces animales, par exemple le râle d'Okinawa ou, des amphibiens tels que la grenouille Odorrana narina, une espèce de rongeurs, le Tokudaia muenninki. En février 2017, cette région a été désignée par le gouvernement japonais candidate pour l'inscription à la liste du patrimoine mondial de l'Unesco. L’organisation Alliance for Zero Extinction a également retenu cette région comme zone à protéger pour prévenir l'extinction de ces espèces endémiques.

### Habitat
Forêts de feuillus subtropicales sempervirentes en région montagneuse. L'espèce a besoin d'arbres d'au moins 30 ans, mais plutôt 40 ans et plus, avec des troncs d'un diamètre d'au minimum 20 cm. Une telle zone ne couvre plus que 40 km2.. 
Cet habitat est menacé et dégradé par le déboisement, l'agriculture, la réalisation d'un golf et le développement de la base militaire américaine de Camp Gonsalves, Marine Corps Jungle Warfare Training Center, en particulier la construction prévue de nouveaux héliports, et les vols à basse altitude d'avions hybrides Ospreys,.

## Écologie et comportement

### Alimentation
L'espèce se nourrit de grands arthropodes, notamment des larves de cérambycidés, des araignées, des papillons de nuit ou des chilopodes, que l'oiseau cherche dans le bois en décomposition, soit sur pied, soit au sol. Il se nourrit également de fruits, de baies et de graines, qu'il cherche en se déplaçant dans les fines branches de la canopée.

### Reproduction
Nidification de février à mai. Le pic d'Okinawa creuse des loges dans des troncs, souvent morts ou mourants, avec une préférence pour ceux de Castanopsis cuspidata. Le nombre de jeunes à l'envol est en général de 1 à 3.

### Longévité
Sa longévité moyenne est de 5.2 ans.

## Classification
Cette espèce de Picidae a été décrite par Seebohm en 1887 et initialement classée dans le genre Picus, Elle a ensuite été classée jusqu'aux années 2000 comme unique représentant du genre Sapheopipo (Hargitt, 1890), et comme appartenant à une ancienne lignée de pics ayant mené au genre eurasien Picus et aux genres Blythipicus et Gecinulus. Des analyses de l'ADN mitochondrial ont conduit à adopter dès 2005 une conception alternative, et à inclure l'espèce dans le genre Dendrocopos, en tant que proche parent du pic à dos blanc (Dendrocopos leucotos) et du pic épeiche (Dendrocopos major),. 

## Statut
Population totale très limitée. Sa vulnérabilité est liée au fait de ne compter qu'une seule population sur un espace restreint, qui la rendent sensible à une maladie ou à des événements naturels tels que les typhons. Outre la disparition de son habitat, et les dérangements causés par l'activité humaine (activités militaires), le pic d'Okinawa est également menacé par l'introduction de prédateurs par l'homme et échappés de captivité, comme la mangouste et le chat domestique féral, d'autant qu'il a l'habitude de fourrager au sol pour la recherche de sa nourriture. 
Il était considéré comme proche de l'extinction vers 1930 déjà. Dans les années 1950 à 1990, les estimations portaient sur un nombre variant de 40 à 200 individus. Les recensements des années 90 ont conduit à des estimations plutôt comprises entre 150 et 500 individus. Le nombre de couples nicheurs ne serait pas supérieur à une centaine en 2009. La tendance serait à une lente diminution, en lien avec l'exploitation forestière des arbres âgés.
Les mesures de protection déjà engagées, sont sa protection légale, ainsi que l'acquisition de parcelles de son habitat par des organisations de protection. Le ministère de l'Environnement prépare depuis 2012 la protection de sa zone d'habitat comme parc national. Il est proposé d'autres mesures pour enrayer sa diminution, comme la protection stricte des zones de forêts de plus de 40 ans d'âge, la connexion de ces zones par des corridors forestiers, et la pose de nichoirs dans les forêts secondaires.